# Gerhard Weißgrab

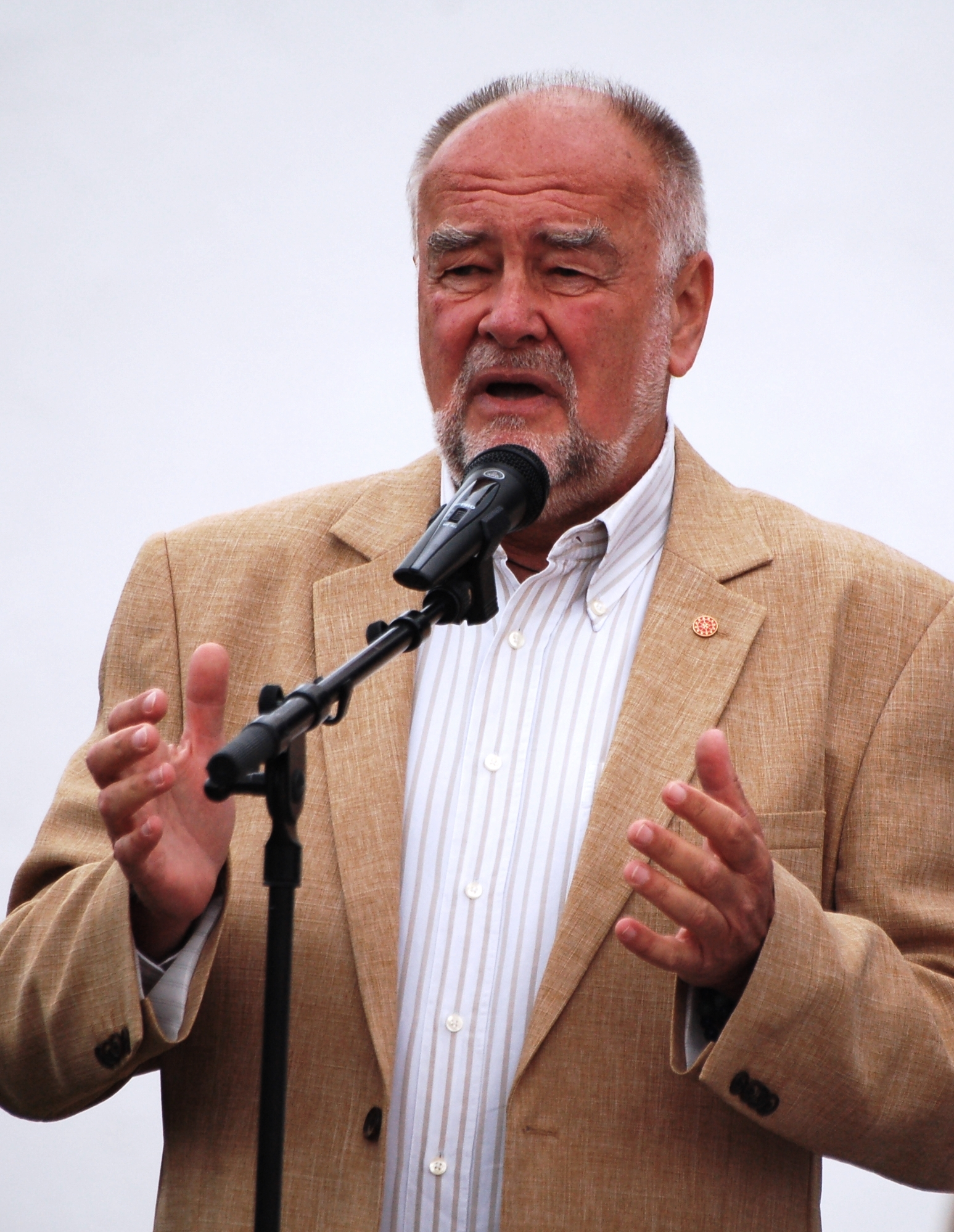
Gerhard Weißgrab (2013)

Gerhard Weißgrab (* 17. Jänner 1952) ist Präsident der Österreichischen Buddhistischen Religionsgesellschaft (ÖBR) und damit der höchste Repräsentant der Buddhisten in Österreich.

## Leben
Gerhard Weißgrab wurde als Kind und Jugendlicher katholisch sozialisiert. Mit 27 Jahren lernte er auf einer Reise durch Sri Lanka den Buddhismus kennen. Einen wesentlichen Impuls für seine Hinwendung zum Buddhismus lieferte das Buch Freiheit und Glück des Philosophen Volker Zotz. Von 2003 bis 2006 war Weißgrab Vorstand der Buddhistischen Gemeinde Österreich. 2006 wurde Weißgrab zum Präsidenten der ÖBR gewählt. Er übt diese Funktion seither aus.

## Auszeichnungen
- Am 8. Juli 2011 erhielt Weißgrab für seinen Einsatz für den Buddhismus in Europa vom obersten Mönchsorden Sri Lankas den Jathyantara dharmaduta wansa pradeepa – die höchste Ehrung für einen Nichtmönch. Die Auszeichnung wurde in Colombo übergeben. Die Zeremonie erfolgte unter Teilnahme des Premierministers und anderer hoher Persönlichkeiten des Landes. Im Vorfeld der Ehrung hatte Weißgrab ein halbstündiges Treffen mit dem Staatspräsidenten von Sri Lanka, bei dem auch über das Ende des Jahrzehnte dauernden Bürgerkrieges gesprochen wurde.[5]
- 2012 erhielt Weißgrab das Große Goldene Ehrenzeichen für Verdienste um die Republik Österreich für seinen jahrelangen Einsatz um den Buddhismus und dessen positive Wirkung auf die Gesellschaft[6]
- Am 23. Februar 2016 wurde Weißgrab im Internationalen Konferenzzentrum von Pathum Thani in Thailand mit dem „World Buddhist Outstanding Leader Award 2016“ ausgezeichnet. Dieser Preis wird seit 2014 von der „World Alliance of Buddhist Leaders“ und der Jugendorganisation der World Fellowship of Buddhists an um die Entwicklung des Buddhismus verdiente Persönlichkeiten verliehen. Weißgrab wurde für 2016 aus 136 Nominierungen aus 51 Staaten ausgewählt.[7]

## Mediale Rezeption
- 2008 gestaltete das ORF-Religionsmagazin Orientierung einen Beitrag u. a. über Weißgrab.[8]
- 2010 war Weißgrab zu Gast bei Barbara Stöckl in der ORF-Sendung Stöckl am Samstag.[9]
- 2012 sendete der ORF ein TV-Porträt über Weißgrab im Rahmen der Sendereihe Religionen der Welt.[10]